# Lobos (ciudad)
Lobos es una ciudad de Argentina, cabecera del partido homónimo de la provincia de Buenos Aires. Traza su origen a la fundación realizada el 2 de junio de 1802 por José Salgado.

## Lugares históricos
• La Marina era una mueblería fundada el 9 de octubre de 1922 en la esquina de Buenos Aires & Suipacha (actualmente). En la década de los '2000s la mueblería cerró y abrió un restobar que conserva el nombre de la mueblería.
• La Gallega era una gran tienda de telas y ropa fundada en 1907 por Bautista Silvia en la esquina de Buenos Aires & Almafuerte (actualmente). En 1923 la fachada original fue demolida para construir otra, pero La Gallega siguió existiendo en la nueva fachada. En 1993 los dueños de La Gallega murieron y como nadie quera ser el nuevo dueño, La Gallega fue clausurada. La fachada estuvo abandonada hasta mediados de los '2000s cuando la fachada fue comprada por la empresa de electrodomésticos argentina Hendel.
• La Iglesia Nuestra Señora del Carmen es la primera construcción de Lobos, ubicada en la esquina de Salgado Oeste & Albertini (actualmente). Fue originada en 1802 cuando José Salgado construyó una capilla bajo la advocación de la Virgen del Carmen. En 1855, el ingeniero británico Eduardo Taylorconstruyó una segunda iglesia con un estilo Neogótico; la construcción terminó en 1858. En 1893, se colocó la piedra fundamental en el solar de la iglesia (aunque las obras iniciaron recién en 1898 y terminaron en 1906 y 1912).
• Club Social Lobense. Originalmente era una escuela de música (con el nombre de Sociedad Orfeón Lobense) fundado el 1 de marzo de 1894. La fachada original fue construida en 1908 en la esquina de Bs. As. Sur (actual Presidente Perón) & Salgado Oeste. En 1932 la fachada fue demolida y se construyó una nueva donde continuó el Club Social Lobense. En 2004 fue declarada como monumento histórico nacional. En 2013, el lugar fue remodelado para ser un restobar (cosa que se concluyó en 2014).
• Museo y biblioteca Juan Domingo Perón. Creado el 15 de junio de 1953 debido a la ley N° 5713 e ignagurado el 25 de octubre de 1953 cuando el mismo Juan Domingo Perón visitó el museo. Hecho en Bs. As Sur 482 (actual: Presidente Perón 482) en donde era la casa de Perón. En 1955 tras el derrocamiento de Perón, el museo fue cerrado por el gobierno de facto de Eduardo Lonardi. Entre 1973 y 1976 se expusieron elementos del Museo en el Palacio Municipal, y luego lo volvieron a cerrar. El 1 de julio de 1989 reabrieron el museo y hasta el dia de hoy sigue abierto con objetos y muebles personales de Perón.
• Estación Lobos. Fue fundado el 25 de mayo de 1871, ubicado en la avenida Leandro N. Alem. Solo tiene un andén, ya que el otro fue clausurado.
• Pulpería "La Estrella". Era una pulpería fundada y disuelta XD en el siglo XIX. El lugar quedaba ubicado en la esquina de Chacabuco y Cardoner. El lugar se volvió popular por ser el último lugar que visitó a Juan Moreira. La fachada actualmente es ocupada por Sanatorio Lobos, en frente del sanatorio hay un cartel que habla sobre la pulpería. De 0

## Introducción
Ubicada a 98 km de Buenos Aires, la ciudad de Lobos está una zona agropecuaria rica y fértil que se destaca por su actividad láctea y sus derivados.

### Toponimia
En 1740 es explorado el centro y sur de lo que sería la provincia de Buenos Aires por la Primera Misión Jesuítica. Integraba esta misión el Rvdo. Padre Folkner quien tenía a su cargo reunir toda la información sobre el lugar. Con base en sus escritos se confecciona en Londres, en 1772, la primera carta geográfica relativa a esta zona, inscribiéndose en el mismo y al pie de la laguna "L. Lobos".
El espejo de agua estaba poblado por numerosas nutrias. En aquellos tiempos eran conocidas con la denominación de Lobos de agua o de río, por lo que se deduce que la Laguna pudo haber tomado su nombre de esta referencia realizada por la Misión en 1740.
El acta labrada por el Cabildo de Buenos Aires el 17 de marzo de 1752 es el documento más antiguo conocido en el que se denomina "de Los Lobos" a la laguna cuyo nombre dio origen al del Fortín de San Pedro de Los Lobos, construido en 1779, a orillas de la misma, en la segunda avanzada contra los indígenas, organizada por el Virrey Vertiz. La única referencia cartográfica con que se cuenta sobre la ubicación del Fortín es el Plano confeccionado en 1822, en el viaje de la Comisión al Sud, por el Oficial Ingeniero Ayudante de Artillería Don José María Reyes. En él se revela la Laguna y entre dos cursos de agua se señala la existencia del Fortín ya destruido.

### Marco histórico
En el siglo XVIII ocurrieron dos procesos.
Las vaquerías indiscriminadas provocaron la disminución del ganado cimarrón, por lo que creció la importancia de las estancias como proveedoras de cueros para la exportación. En esta misma época los Indígenas pampas e indígenas de la Patagonia avanzaron decididamente sobre la llanura y comenzaron a llevarse en gran escala arreos de ganados, disminuyendo la cantidad de vacunos en la pampa. El malón comenzó a generalizarse y con ello los enfrentamientos con los españoles, generándose así una lucha que solo acabaría varias décadas después de la Independencia, con la llamada Conquista del Desierto.
La línea de fronteras pasó a primer plano en la preocupación de las autoridades y la ocupación del desierto tomó características de conquista militar. En 1752 se crearon las famosas compañías de Blandengues: La Valerosa, que se instaló en las márgenes del Río Luján, La Invencible, que se acantonó en Salto (Buenos Aires) y La Atrevida Conquistadora que se ubicó en las márgenes del Río Samborombón, en el Zanjón, hoy Chascomús. Para su resguardo se construyeron tres fuertes, alrededor de los cuales se fue produciendo un espontáneo agrupamiento de habitantes.
La línea de frontera fue consolidada por el Virrey Vértiz y su Comandante de Artillería de Fronteras Francisco de Betbezé, mediante la construcción o reconstrucción de fuertes en 1779, que fueron origen de importantes localidades bonaerenses, entre ellos el Fortín de San Pedro de Los Lobos.
El mismo se erigió en la margen norte de la Laguna de Lobos, a trescientos metros de la ribera, en un lugar casi equidistante entre la desembocadura del Arroyo Las Garzas y el punto que nace el Saladillo Rodríguez y su obra se concluyó el 21 de agosto de 1779. El Fortín estaba formado por unos cuantos ranchos de barro y paja, sin puertas ni ventanas, rodeado por una defensa de palos a pique. La presencia de los aborígenes se avisoraba desde el mangrullo. En 1792 lo habitaban 16 milicianos.
José Salgado, que había recibido del Virrey, hacia fines del siglo XVIII, tierras para trabajar, erige a dos leguas al norte del Fortín y en el año 1802, una capilla a sus expensas y la dota de útiles y ornatos, celebrándose los primeros oficios religiosos el 9 de junio de 1803. La antigua capilla fue levantada en el solar que ocupa el actual templo parroquial.
Nace así, al crearse este curato perteneciente a la parroquia de Morón, el pueblo actual, que no tenía más vecinos que la familia Salgado, ya que el resto de la población, compuesta por 141 familias se hallaba dispuesto en chacras y estancias en el resto del Distrito. Al instalarse la Capilla, algunas familias comienzan a afincarse junto al camino de las carretas por lo que surge la necesidad de delimitar la traza del pueblo.
En 1804, don Ramón de Urquiola, vecino del lugar, apoyado por el cura párroco José García Miranda, solicita al virrey la traza del pueblo de San Salvador de Los Lobos y la demarcación de un terreno para el ganado de la Iglesia, lográndose recién en el año 1811 la delimitación del Pueblo de San Salvador de la Guardia del Partido de Lobos.

## Accesos

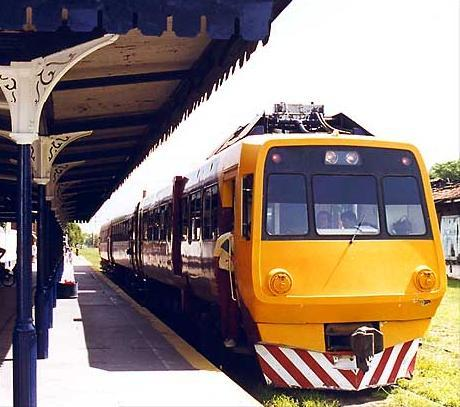
Formación de la otrora empresa TBA en Lobos.

Cuenta con la estación Lobos, presta servicios interurbanos diarios por la empresa estatal Trenes Argentinos Operaciones hacia las ciudades de General Las Heras, Marcos Paz y Merlo a través de la línea Sarmiento.
Además a través de la línea General Roca está comunicada con la estación Plaza Constitución en la ciudad de Buenos Aires y las ciudades bonaerenses de Saladillo y General Alvear.

## Transporte
Colectivos
- Línea 88
- Línea 432
- Línea 501 (Lobos)
- Línea 502 (Lobos)
- Línea 296 (Roque Pérez)

Combis
- Lobos Bus (Capital Federal-La Plata-Lobos)
- Tu Bus (Capital Federal-Lobos)
- Del Sur (Capital Federal-La Plata-Lobos)

Trenes
- Línea Sarmiento  (Merlo-Lobos)
- Línea Gral. Roca   (Cañuelas-Lobos)

## Turismo
Web Oficial: lobos.tur.ar
Lobos es principalmente conocido por su laguna, el aeroclub (y su campo de golf ), un museo de ciencias naturales, la casa natal de Juan Domingo Perón que ha sido convertida en museo y varias estancias.
También se encuentra el parque municipal que actúa como un lugar recreativo. En muchas ocasiones se practica el ciclismo y otras actividades olímpicas. Además se encuentra el Skatepark, pista de cemento para deportes urbanos como Skate, BMX y otros. 

### Laguna de Lobos

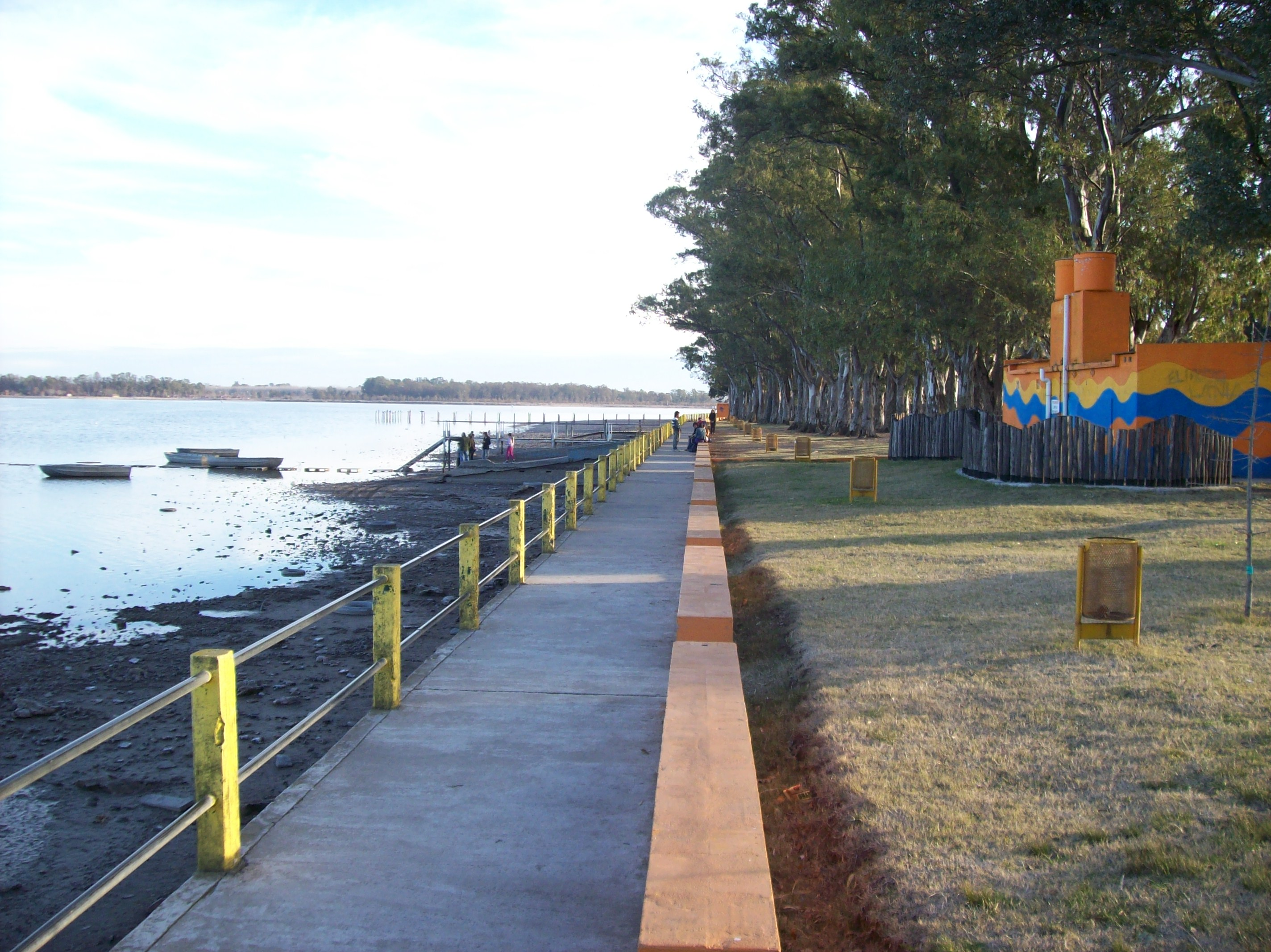
Paseo costero en la Laguna de Lobos

Es el principal atractivo turístico de la zona. La laguna de Lobos se encuentra ubicada a 15 km del casco urbano de la ciudad de Lobos, a 115 de C.A.B.A. y a 130 km de la ciudad de La Plata. Actualmente[¿cuándo?] ha sufrido numerosas sequías produciendo la muerte de muchas especies acuáticas.
Su acceso se halla sobre la Ruta 205 km 111,5, luego hay que transitar 4 km por un camino pavimentado localizado a la izquierda de dicha ruta para poder llegar al espejo de agua.
La Laguna es un lugar ideal para la práctica de actividades acuáticas. Al estar ubicada en una zona de abundante vegetación se pueden apreciar una gran variedad de aves silvestres. La fauna ictícola compuesta por pejerreyes, carpas, dientudos, tarariras, bogas, lisas, bagres y mojarras permiten inolvidables jornadas para el aficionado a la pesca.
Todos los años durante diciembre, desde 1988 se celebra la Fiesta del Pescador Deportivo, declarada de interés Municipal, Provincial y Nacional en la que se realizan distintas actividades acuáticas, culminando con la elección de la Reina del Pescador Deportivo y un show musical, sobre un escenario acuático. Esta fiesta se realiza en el Club de Pesca Lobos, el cual fue fundado en 1945.
La Laguna cuenta con sus propias embarcaciones e instalaciones adecuadas para cocinar, además posee un muelle de 105 m de largo.
Bajo su espesa arboleda se encuentra la estación Hidrobiológica que se encarga de la cría y siembra de aproximadamente 500 000 alevinos anuales lo cual ha permitido mantener a través de los años el atractivo turístico fundamental de la Laguna: "La Pesca del Pejerrey".
Sobre el margen noroeste, se encuentra Villa Loguercio, en la que residen cerca de 400 habitantes estables y alrededor de 2000 temporarios que se alojan en numerosas casas de fin de semana.
En invierno, millares de pescadores de todo el país se dan cita en las mejores lagunas de Buenos Aires para pescar el pejerrey de laguna, tanto desde la costa como embarcado. Así es que las desoladas rutas de la provincia comienzan a cobrar vida para ser transitadas por excursiones de pesca o fanáticos particulares de todo el país que viajan durante toda la noche para llegar a los mejores pesqueros. Y por supuesto, cada año, por culpa de las inundaciones o desbordes de los ríos, aparecen nuevos ámbitos que pasan a formar parte de la agenda para los fanáticos del pejerrey.
La primavera es una transición del frío al calor, por lo que resulta una estación muy difícil para pescar. Y esto no afecta a los que recién empiezan sino a todos los pescadores en general. La llegada de los primeros calores da origen a progresivos cambios climáticos que influyen también en los comportamientos del pescador. A diferencia de las crudas condiciones que se dan en el invierno, con temperaturas inferiores a los 0 °C, ahora sí el pescador encuentra eco para practicar su deporte favorito acompañado de su familia y amigos.

## Población
Cuenta con 29,868 habitantes (Indec, 2010), lo que representa un incremento del 10,8% frente a los 26,937 habitantes (Indec, 2001) del censo anterior. En estas cifras está incluida también la localidad de Empalme Lobos.
| Gráfica de evolución demográfica de Lobos entre 1869 y 2010 |
|                                                             |
| Fuentes: INDEC                                              |

## Geografía
La ciudad de Lobos se encuentra en la zona de la pampa ondulada. Está limitada hacia el oeste por el canal Salgado. Al sudeste está cruzada por el canal Muñiz.
El canal Salgado divide al centro de la ciudad de las áreas rurales. Lobos cuenta además con 6 lagunas: la Salada; la Salada Chica; la Laguna Culú Culú; Laguna de Colis; Laguna Seca, y la más conocida: la Laguna de Lobos.
En la década de 1980 el geólogo Víctor Mansione descubrió yacimientos de yeso debajo de la laguna siendo la existencia de este el principal motivo para que la laguna no sufriera un drenaje.
Actualmente la laguna ha sido un tema de preocupación política debido al aumento de contaminación y a la ausencia de medidas que tendrían que haber sido adoptadas para evitar su deterioro. No obstante, un grupo de vecinos presentó a las Autoridades Municipales un petitorio firmado solicitando se declare Área Protegida a la zona de la "Boca" de la Laguna y alrededores. Cabe destacar que la Laguna de Lobos, a diferencia de otras lagunas del país, está inventariada como Humedal de Argentina debido a sus características de salinidad y cotas de agua que otorgan el ambiente ideal para la gran biodiversidad que la habita.

### Clima
Templado, temperatura máxima media 35 °C; media anual 20 °C y mínima media 8 °C. Precipitación media anual: 959 mm y velocidad media del viento: 13.38 km/h.

## Liga Lobense de Fútbol
La Liga Lobense de fútbol tiene su sede en la ciudad. Entre otros equipos, participan: Lobos Athletic Club, Club Deportivo Salgado, Club Social y Deportivo Madreselva, E.F.I.L., Club Unión Deportivo Provincial, Club Social y Deportivo Los Naranjos, Uribelarrea Fútbol Club, Club Sportivo Coronel Dorrego, EFIN, Club Atlético Sarmiento y Club Atlético Roque Pérez (ambos de la ciudad de Roque Pérez), Club Las Heras y Club Atlético San Miguel.
Presidente: Horacio Tomassini
Otros deportes que se practican
- Hockey
- Basketball
- Pelota Paleta
- Tenis
- Paddle
- Rugby
- Canasta
- Bochas
- Tenis de mesa o Ping Pong

Estos deportes además del fútbol participan en la competencia "La cuenca Del Salado", donde participan los pueblos de la zona como Saladillo, Lobos, Cañuelas, entre otros.
Escuelas
-Dentro de las privadas:
- Colegio Horizonte
- Colegio Fasta Niño Jesús
- Instituto Presbítero José Albertini (ex Colegio Comercial)

-Públicas
- Secundaria N°1 (ex Colegio Nacional)
- Escuela Técnica N°1 "General Enrique Mosconi" (ex Colegio Industrial)
- Escuela Secundaria Nº 6
- Escuela Primaria N.º 1 "Pilar Beltrán"

-Agropecuarias:
- CEPT Nº16 "El Arazá"

-Para discapacitados:
- Escuela Especial Nº501 "Jorge Luis Bordón"
- Escuela Especial Nº502

## Lobenses destacados
- Eduardo Casey (1847-1906), estanciero y fundador de pueblos (Venado Tuerto, Coronel Suárez y Pigüé).
- Diego Eusebio Thompson (1871-1939), médico, docente y político conservador. Intendente del Partido de General San Martín entre 1913 y 1916.
- Atilio Cattáneo (1889-1957), militar, aviador y político radical.
- Juan Domingo Perón (1895-1974), político, militar y escritor. Tres veces electo presidente de la Nación entre 1946-1952, 1952-1955 y 1973-1974. Fundador del Peronismo y esposo de Eva María Duarte.
- Indio Juan (1934-2002) poeta, cantante, actor, locutor y periodista.
- Paula Chaves (1984-), modelo, actriz y presentadora de televisión.
- Delfina Chaves (1996-) modelo y actriz.

## Hermanamientos
- Teggiano, Italia Ordenanza fundado por Tito Calderón 2494/2010

## Parroquias de la Iglesia católica en Lobos
| Arquidiócesis | Mercedes-Luján            |
| ------------- | ------------------------- |
| Parroquia     | Nuestra Señora del Carmen |